# Entità (markup)
In linguaggi di markup quali HTML, XML e altri derivati dall'SGML,  le entità (in inglese entity) sono una codifica testuale usata per inserire alcuni caratteri speciali in maniera indipendente dalla tastiera e dal sistema operativo usato.
La loro forma generale è: "&" + codice identificativo + ";". Il codice identificativo può essere alfanumerico o numerico, basato sul relativo codice nel set di caratteri ASCII, nel qual caso "#" introduce un numero decimale e "#x" un numero esadecimale; per esempio: "&egrave;", "&#232;" e "&#x00E8;" sono le tre codifiche della lettera "e" con l'accento grave (è).
Le prime definizioni sono state introdotte nella versione HTML 2.0, le successive nella 3.2. Non tutti i browser supportano tutte le entità.
Le entità possono anche essere definite dall'utente all'interno del Document Type Definition (DTD).

## Sintassi
Esempio di uno spazio bianco in HTML:
```
<
span
>
Wikipedia:
&nbsp;
l'enciclopedia libera
</
span
>

```

| Carattere         | Nome entità | Numero entità | Descrizione                          |
|                   |             | &#32;         | Spazio                               |
| !                 |             | &#33;         | Punto esclamativo                    |
| "                 | &quot;      | &#34;         | Virgolette                           |
| #                 |             | &#35;         | Segno di numero                      |
| $                 |             | &#36;         | Simbolo del dollaro                  |
| %                 |             | &#37;         | Segno di percentuale                 |
| &                 | &amp;       | &#38;         | E commerciale                        |
| '                 | &apos;      | &#39;         | Apostrofo                            |
| (                 |             | &#40;         | Apertura / Parentesi sinistra        |
| )                 |             | &#41;         | Chiusura / Parentesi destra          |
| *                 |             | &#42;         | Asterisco                            |
| +                 |             | &#43;         | Segno più                            |
| ,                 |             | &#44;         | Virgola                              |
| -                 |             | &#45;         | Trattino                             |
| .                 |             | &#46;         | Periodo                              |
| /                 |             | &#47;         | Barra                                |
| 0                 |             | &#48;         | Cifra 0                              |
| 1                 |             | &#49;         | Cifra 1                              |
| 2                 |             | &#50;         | Cifra 2                              |
| 3                 |             | &#51;         | Cifra 3                              |
| 4                 |             | &#52;         | Cifra 4                              |
| 5                 |             | &#53;         | Cifra 5                              |
| 6                 |             | &#54;         | Cifra 6                              |
| 7                 |             | &#55;         | Cifra 7                              |
| 8                 |             | &#56;         | Cifra 8                              |
| 9                 |             | &#57;         | Cifra 9                              |
| :                 |             | &#58;         | Colon                                |
| ;                 |             | &#59;         | Punto e virgola                      |
| <                 | &lt;        | &#60;         | Meno di                              |
| =                 |             | &#61;         | Segno di uguale                      |
| >                 | &gt;        | &#62;         | Più grande di                        |
| ?                 |             | &#63;         | Punto interrogativo                  |
| @                 |             | &#64;         | A segno                              |
| A                 |             | &#65;         | A maiuscola                          |
| B                 |             | &#66;         | B maiuscolo                          |
| C                 |             | &#67;         | C maiuscola                          |
| D                 |             | &#68;         | D maiuscola                          |
| E                 |             | &#69;         | E maiuscola                          |
| F                 |             | &#70;         | F maiuscola                          |
| G                 |             | &#71;         | G maiuscola                          |
| H                 |             | &#72;         | H maiuscola                          |
| I                 |             | &#73;         | I maiuscola                          |
| J                 |             | &#74;         | J maiuscola                          |
| K                 |             | &#75;         | K maiuscola                          |
| L                 |             | &#76;         | L maiuscola                          |
| M                 |             | &#77;         | M maiuscola                          |
| N                 |             | &#78;         | N maiuscolo                          |
| O                 |             | &#79;         | O maiuscola                          |
| P                 |             | &#80;         | P maiuscola                          |
| Q                 |             | &#81;         | Q maiuscola                          |
| R                 |             | &#82;         | R maiuscola                          |
| S                 |             | &#83;         | S maiuscola                          |
| T                 |             | &#84;         | T maiuscola                          |
| U                 |             | &#85;         | U maiuscola                          |
| V                 |             | &#86;         | V maiuscola                          |
| W                 |             | &#87;         | W maiuscola                          |
| X                 |             | &#88;         | X maiuscola                          |
| Y                 |             | &#89;         | Y maiuscola                          |
| Z                 |             | &#90;         | Z maiuscola                          |
| [                 |             | &#91;         | Apertura / Parentesi quadra sinistra |
| \                 |             | &#92;         | Barra rovesciata                     |
| ]                 |             | &#93;         | Chiusura / Parentesi quadra destra   |
| ^                 |             | &#94;         | Caret                                |
| _                 |             | &#95;         | Sottolineare                         |
| `                 |             | &#96;         | Accento grave                        |
| a                 |             | &#97;         | A minuscola                          |
| b                 |             | &#98;         | Minuscolo b                          |
| c                 |             | &#99;         | Minuscolo c                          |
| d                 |             | &#100;        | D minuscola                          |
| e                 |             | &#101;        | E minuscola                          |
| f                 |             | &#102;        | F minuscola                          |
| g                 |             | &#103;        | G minuscola                          |
| h                 |             | &#104;        | H minuscola                          |
| i                 |             | &#105;        | I minuscola                          |
| j                 |             | &#106;        | J minuscola                          |
| k                 |             | &#107;        | K minuscola                          |
| l                 |             | &#108;        | L minuscola                          |
| m                 |             | &#109;        | M minuscola                          |
| n                 |             | &#110;        | Minuscolo n                          |
| o                 |             | &#111;        | O minuscola                          |
| p                 |             | &#112;        | Minuscolo p                          |
| q                 |             | &#113;        | Q minuscola                          |
| r                 |             | &#114;        | R minuscola                          |
| s                 |             | &#115;        | S minuscola                          |
| t                 |             | &#116;        | T minuscola                          |
| u                 |             | &#117;        | U minuscola                          |
| v                 |             | &#118;        | Minuscolo v                          |
| w                 |             | &#119;        | W minuscola                          |
| x                 |             | &#120;        | X minuscola                          |
| y                 |             | &#121;        | Y minuscola                          |
| z                 |             | &#122;        | Z minuscola                          |
| {                 |             | &#123;        | Parentesi graffa aperta / sinistra   |
| \|                |             | &#124;        | Barra verticale                      |
| }                 |             | &#125;        | Chiusura / parentesi graffa destra   |
| ~                 |             | &#126;        | Tilde                                |
| ¢                 | &cent;      | &#162;        | cent                                 |
| £                 | &pound;     | &#163;        | pound                                |
| ¥                 | &yen;       | &#165;        | yen                                  |
| €                 | &euro;      | &#8364;       | euro                                 |
| ©                 | &copy;      | &#169;        | copyright                            |
| ®                 | &reg;       | &#174;        | registered trademark                 |
| Entità meno usate | Esempi      | Esempi        | Esempi                               |

## Formattazione
Con i CSS si possono formattare le entità per quanto riguarda il colore, la dimensione e il font:
```
icona_wikipedia
:
before
 
{

content
:
"&#9875; "

color
:
red
;

}

	
<
p
>
Wikipedia
<
span
 
style
=
"color:red"
>&
#
9875
</
span
>
l
'
enciclopedia
 
libera
</
p
>

```

Entità in linguaggio SVG:
```
 
<
text
 
x
=
"3"
 
y
=
"110"
 
style
=
"font-family:Arial; 

           font-size: 12pt; fill:white;"
>
 
&#8220;
 Fabrication 
&#x201D;

  
</
text
>

```